# Cárdenas kommun, San Luis Potosí
Cárdenas är en kommun i Mexiko.   Den ligger i delstaten San Luis Potosí, i den centrala delen av landet, 290 km norr om huvudstaden Mexico City.
Följande samhällen finns i Cárdenas:
- Cardenas
- Cañada de Pastores
- Pantano